# Коалиция
Коали́ция (от лат. coalitio — союз) — добровольное объединение нескольких групп кого-либо (например: государств, организаций, политических партий, лиц) для достижения определённой цели в чём-либо.
В отличие от некоторых других типов объединений, каждый из участников коалиции сохраняет самостоятельность в делах, не связанных с целью коалиции. После достижения цели коалиция может распасться.

## Коалиции государств
Примером коалиции государств являются военные коалиции. Такие коалиции возникают, когда имеется сильный общий противник. С коалицией имеет много общего понятие военно-политический блок, но эти понятия не совпадают. Например, Организация Варшавского договора, как и Организация Североатлантического договора, не является коалицией, так как, во-первых, её члены тесно сотрудничали в очень широких областях, а во-вторых, её члены фактически полностью подчинялись СССР и США, и попытка выхода из них пресекалась и пресекается вплоть до интервенции.
Наиболее известные коалиции государств:
- Гитлеровская коалиция (страны оси)
- Антигитлеровская коалиция
- Коалиции против республиканской и наполеоновской Франции[4]:
  - Первая коалиция
  - Вторая коалиция
  - Третья коалиция
  - Четвёртая коалиция
  - Пятая коалиция
  - Шестая коалиция
  - Седьмая коалиция

## Коалиции партий
Коалиции политических партий делятся на предвыборные и парламентские, правящие и оппозиционные.
Предвыборные коалиции создаются в государствах и странах с мажоритарной системой голосования и в государствах и странах с процентным барьером при пропорциональной системе голосования. Это связано с тем, что единый кандидат имеет больше шансов на победу, а единый список — больше шансов на прохождение в парламент.
Парламентские коалиции создаются в случае, когда ни одна партия не получает абсолютного большинства мест в парламенте. В этом случае несколько партий, объединившись, получают возможность создать коалиционное правительство (правящую коалицию), а в дальнейшем — проводить через парламент законы и поправки.
Примеры:
- Чудовищная коалиция — появилась после выборов в Национальное собрание Румынии в 1864 году.
- Правое дело (коалиция) — объединение около 30 российских партий и организаций, существовавшая с 10 декабря 1998 года до мая 2000 года.
- Другая Россия (коалиция) — оппозиционное общественное объединение в России, действовавшее с 2006 года по 2010 год.
- Грузинская мечта — основанная 19 апреля 2012 года бизнесменом Бидзиной Иванишвили. Объединила несколько партий и заняла 83 места из 150 в парламенте.

## Коалиции организаций
Другие организации тоже могут вступать в коалиции. Примеры таких коалиций:
- Антитабачная адвокативная коалиция — объединение двух десятков российских организаций с целью добиться присоединения России к Рамочной конвенции.
- Коалиция академических ресурсов и научных изданий — организация библиотечных сообществ, выступающая за расширение свободного доступа к знаниям.
- Христианская коалиция Америки — объединение ряда организаций христианских фундаменталистов, неоевангелистов и харизматистов (нео-пятидесятников) США.

## Коалиции людей
Коалиции как соединения отдельных людей, имеющих общие интересы, для достижения какой-либо определенной экономической цели, как то: производителей, торговцев, работодателей, рабочих (картели, рабочие союзы, синдикаты, стачки).